# Siglinde Porsch
Siglinde Porsch (* 19. Juni 1932 in Göttingen, geborene Binnewies; † 26. August 2013 in Geesthacht-Düneberg) war eine deutsche Verbandsfunktionärin. Zwischen 1985 und 1997 war sie Präsidentin des Deutschen Hausfrauen-Bundes.

## Werdegang
Nach dem Abitur legte sie die Staatsprüfung in Hauswirtschaft mit Anerkennung als Hauswirtschaftsleiterin ab. Im Anschluss an ein Berufspraktikum studierte sie sechs Semester Erziehungswissenschaften mit der Fachrichtung Ernährung und Hauswirtschaft an der Universität Hamburg und schloss mit dem Staatsexamen für das Lehramt an berufsbildenden Schulen ab. 1957 trat sie in den Schuldienst des Landes Schleswig-Holstein ein. Von 1964 bis 1991 war sie als Studiendirektorin Leiterin der Außenstelle der Beruflichen Schulen des Kreises Herzogtum Lauenburg.
Von 1974 bis 1984 war sie Ortsverbandsvorsitzende des Deutschen Hausfrauen-Bundes in Geesthacht, von 1978 bis 1986 Landesverbandsvorsitzende und von 1985 bis 1997 dessen Präsidentin.
Bis 2002 war sie stellvertretende Vorsitzende der Verbraucherzentrale Schleswig-Holstein, und bis 2006 Vorsitzende. Für den Arbeiter-Samariter-Bund (ASB) war sie seit 1999 als Vorsitzende des Kreisverbandes Herzogtum Lauenburg, seit 2004 als Mitglied des Landesvorstandes in Schleswig-Holstein und seit 2006 als Mitglied in der Kontrollkommission des Bundesverbandes tätig.
Politisch war sie von 1997 bis 2003 als Ortsvorsitzende der CDU Geesthacht tätig. Von 1997 bis 2001 war sie Mitglied im Bundesvorstand der Frauen-Union und von 1999 bis 2003 im Kreisvorstand der CDU. Seit 2001 war sie Abgeordnete im Lauenburgischen Kreistag sowie seit 2003 Bürgervorsteherin und Ratsherrin der Stadt Geesthacht.
Am 26. August 2013 starb Siglinde Porsch im Alter von 81 Jahren.

## Ehrungen
- 1982: Ehrenpreis der Stadt Geesthacht
- 1983: Verdienstkreuz am Bande der Bundesrepublik Deutschland
- 1986: Goldene Ehrennadel des Deutschen Hausfrauen-Bundes
- 1988: Verdienstkreuz 1. Klasse der Bundesrepublik Deutschland
- 1996: Großes Verdienstkreuz der Bundesrepublik Deutschland
- 1997: Professor-Niklas-Medaille in Silber
- 2001: Ehrenmitglied der Deutschen Gesellschaft für Ernährung
- 2003: Samariter-Ehrenkreuz in Gold
- 2008: Großes Verdienstkreuz mit Stern der Bundesrepublik Deutschland